# St. Martin (Titting)

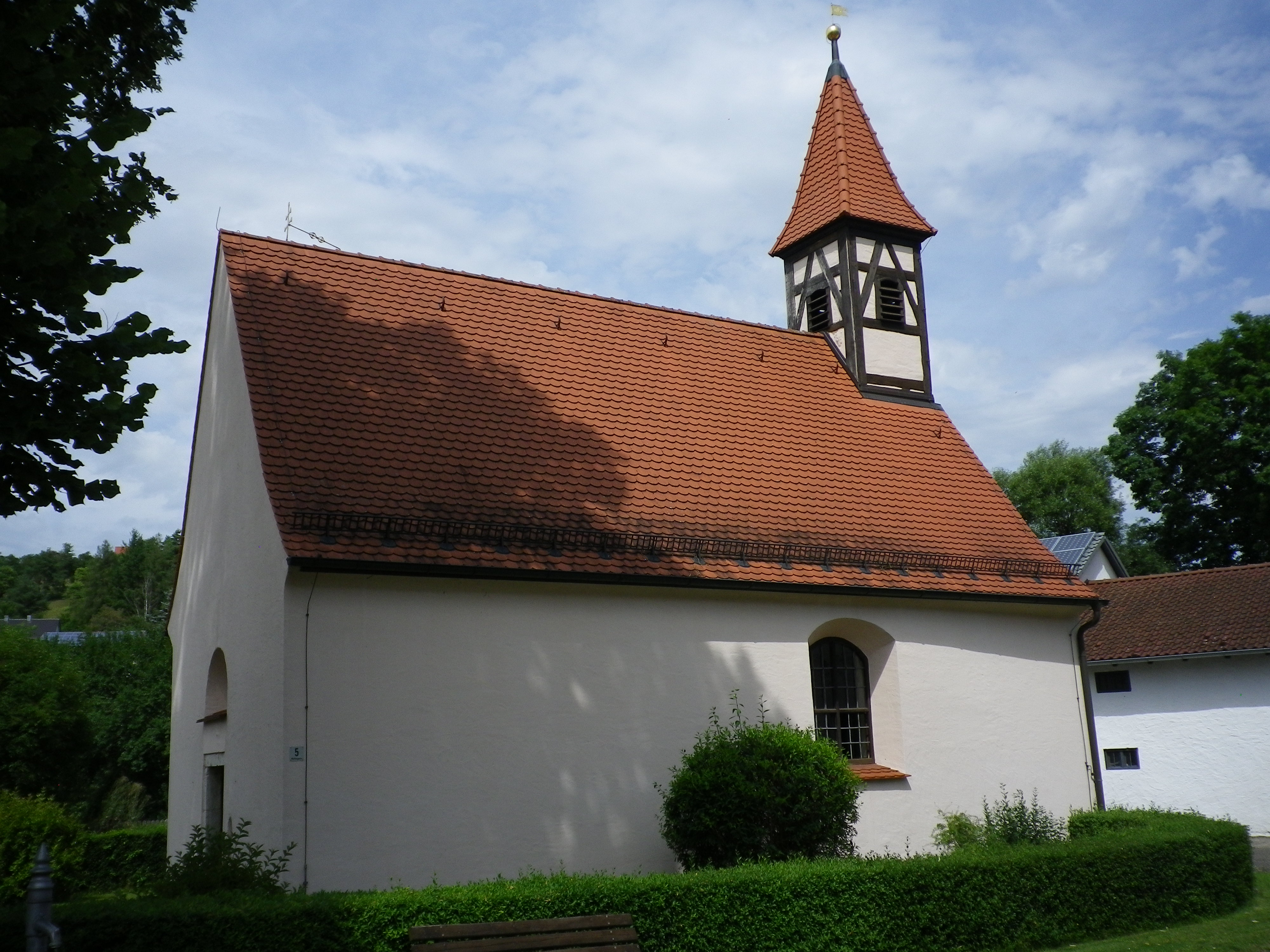
St. Martin in Titting

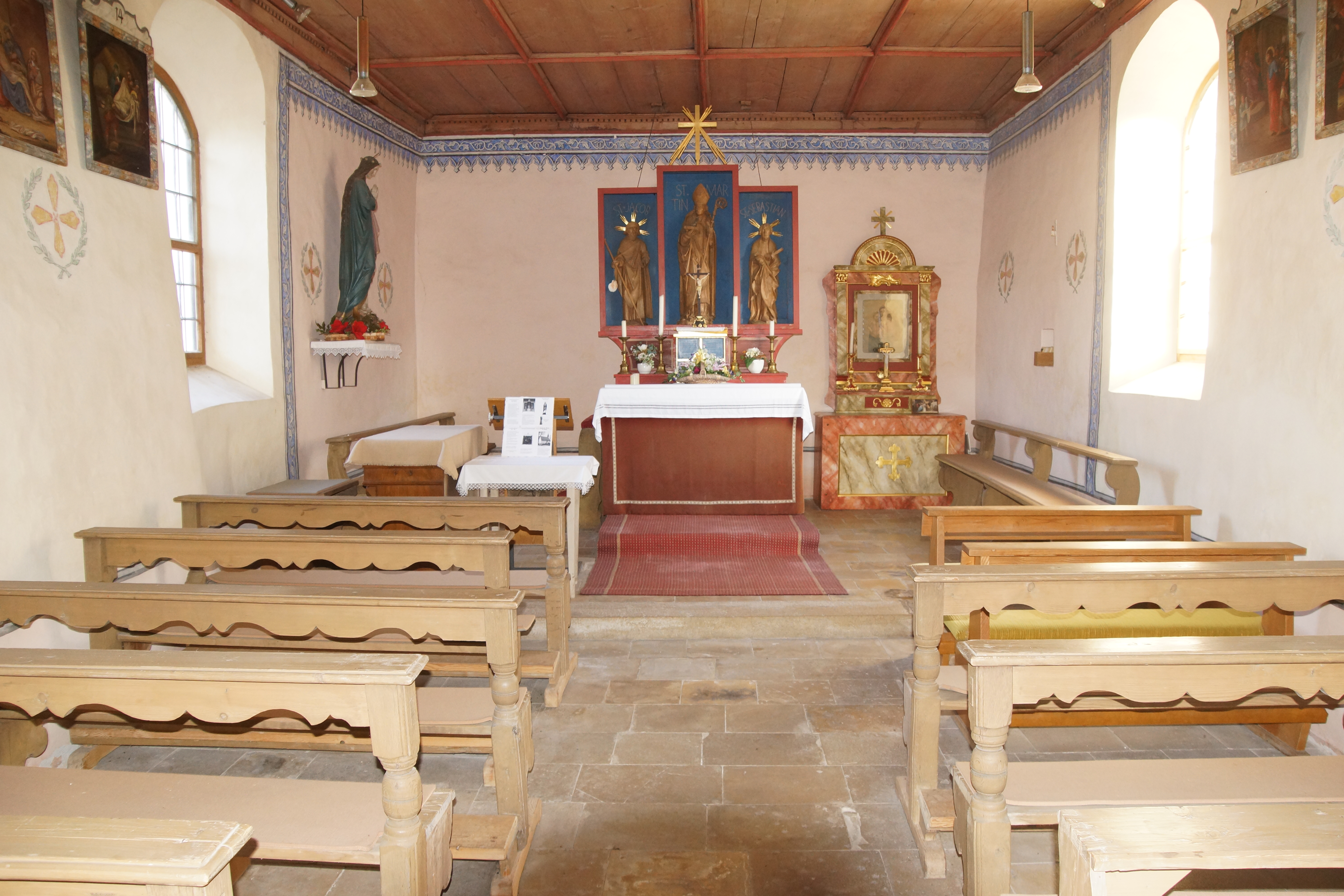
Innenraum

Die römisch-katholische Kapelle St. Martin steht in Titting, einem Markt im oberbayerischen Landkreis Eichstätt. Das Bauwerk ist in der Liste der Baudenkmäler in Titting als Baudenkmal unter der Nummer D-1-76-164-2 eingetragen. Die Kapelle gehört zum Dekanat Eichstätt im Bistum Eichstätt.

## Beschreibung
Die Kapelle St. Martin ist im Kern eine kleine mittelalterliche Saalkirche, die im 17. Jahrhundert barock verändert wurde. Dem Satteldach ihres Langhauses wurde im Osten 1725 ein quadratischer Dachreiter aus Holzfachwerk mit einem Pyramidendach aufgesetzt.
Der Innenraum der Kapelle ist mit einer getäfelten Flachdecke überspannt. In drei schlicht gestalteten hochrechteckigen Feldern des Hauptaltars aus neuerer Zeit stehen naturbelassene, aus Holz geschnitzte Figuren des heiligen Jakobus des Älteren, des Kirchpatrons St. Martin und des heiligen Sebastian. Die Statue des hl. Martin ist deutlich größer als die beiden anderen. Sebastian, der allgemein weitgehend entkleidet und mit Pfeilen durchbohrt dargestellt wird, trägt hier ein Gewand und hält die Pfeile als Zeichen seines Martyriums in der Hand.